# IC 3552
IC 3552 је дио галаксије (напримјер сјајан HII регион) у сазвјежђу Береникина коса која се налази на листи објеката дубоког неба у Индекс каталогу.
Деклинација објекта је + 27° 59' 36" а ректасцензија 12h 35m 54,0s.